# Continue
Continue é um álbum de Panda Eyes, lançado em seu SoundCloud no dia 1 de setembro de 2017. Em sua produção, Panda Eyes foi diagnosticado com uma doença auto-imune, um tipo de doença sem causa e sem cura. Isto influenciou Panda Eyes a fazer com que a letra das canções do álbum questionassem sobre a vida.

## Faixas
Todas as faixas escritas e compostas por Panda Eyes. 
| N.º            | Título                                                | Duração |  |
| 1.             | "One Smile (com participação especial de Azuria Sky)" | 5:06    |  |
| 2.             | "Turning Point"                                       | 3:35    |  |
| 3.             | "Continue (Panda Eyes e Subkey)"                      | 5:00    |  |
| 4.             | "Daydreamer"                                          | 3:48    |  |
| 5.             | "Insomnia"                                            | 3:09    |  |
| 6.             | "Pretty Things"                                       | 3:18    |  |
| 7.             | "Apocalypse"                                          | 3:43    |  |
| 8.             | "Stand Still"                                         | 4:05    |  |
| 9.             | "Dark Matter"                                         | 4:06    |  |
| 10.            | "Fake Princess (Panda Eyes e Subkey)"                 | 5:45    |  |
| 11.            | "Galaxica"                                            | 5:06    |  |
| 12.            | "Second Life"                                         | 4:43    |  |
| Duração total: | Duração total:                                        | 51:28   |  |